# Jørgen Cold
Jørgen Hector Cold (16. september 1899 i København-1986) var en dansk advokat, landsretssagfører  og fodboldspiller.
Cold spillede i KB som han vandt det danske mesterskab med 1918.
Cold havde sit advokatkontor i Nørregade 13. Han var sportshistoriker, avisskribent om lov og ret og medstifter af Sherlock-Holmes-Selskabet. 
Han var far til operasangeren Ulrik Cold.